# Uherský Ostroh
Uherský Ostroh (niem. Ungarisch Ostra lub Ungarisch Ostrau) – miasto w Czechach, w kraju zlinskim, w powiecie Uherské Hradiště. Według danych z 31 grudnia 2003 powierzchnia miasta wynosiła 2653 ha, a liczba jego mieszkańców 4526 osób.
W mieście urodził się Zdeněk Galuška.

## Demografia
| Rok             | 1970  | 1980  | 1991  | 2001  | 2003  |
| --------------- | ----- | ----- | ----- | ----- | ----- |
| Liczba ludności | 4 705 | 4 717 | 4 451 | 4 519 | 4 526 |

Źródło: Czeski Urząd Statystyczny